# Koçyiğitler, Karakoçan
Koçyiğitler là một xã thuộc huyện Karakoçan, tỉnh Elâzığ, Thổ Nhĩ Kỳ. Dân số thời điểm năm 2011 là 135 người.